# Wentworth Miller
Wentworth Miller, właściwie Wentworth Earl Miller III (ur. 2 czerwca 1972 w Chipping Norton) – amerykański aktor, scenarzysta i koproducent telewizyjny i filmowy, model; międzynarodowe uznanie zdobył rolą Michaela Scofielda w serialu Skazany na śmierć (2005–2009, 2017).

## Życiorys

### Wczesne lata
Urodził się w Chipping Norton w hrabstwie Oxfordshire w Anglii w Wielkiej Brytanii. Dorastał z dwiema młodszymi siostrami – Gillian i Leigh – w Nowym Jorku, na Brooklynie. Ze strony ojca Wentwortha E. Millera II,prawnika i absolwenta Uniwersytetu Yale, ma pochodzenie afroamerykańskie, jamajskie, angielskie, niemieckie, polskie, żydowskie i czirokeskie. Natomiast ze strony matki Roxann, nauczycielki edukacji specjalnej (także absolwentki Uniwersytetu Yale), ma korzenie rosyjskie, francuskie, holenderskie oraz syryjsko-libańskie.
W 1990 ukończył Quaker Valley High School w Pensylwanii. Po ukończeniu studiów literatury angielskiej na prestiżowym Uniwersytecie w Princeton (1995), podróżował po świecie ze śpiewającą a cappella grupą The Princeton Tigertones.

### Kariera
W 1995 przeprowadził się do Los Angeles, by spróbować swoich sił jako aktor, ale przez kilka lat nie udało mu się zagrać w żadnym filmie. Po udziale w serialu Buffy – postrach wampirów (Buffy, the Vampire Slayer, 1998), debiutował na dużym ekranie rolą Parysa w adaptacji filmowej szekspirowskiej sztuki Romeo i Julia (Romeo and Juliet, 2000). Potem wystąpił w popularnym serialu NBC Ostry dyżur (ER, 2000) oraz miniserialu fantasy Hallmark/RTL Dinotopia (2002). Przełomem stał się występ u boku Anthony’ego Hopkinsa i Nicole Kidman w melodramacie Piętno (The Human Stain, 2003).
Rolę wychowanka najlepszych szkół, inżyniera o doskonałej opinii Michaela Scofielda, który napadł na bank tylko po to, by zostać skazanym na karę pozbawienia wolności i uratować brata, otrzymał na tydzień przed początkiem zdjęć do serialu Fox Network Skazany na śmierć (2005–2009, 2017). Dzięki tej roli zyskał dużą popularność, a w 2006 był nominowany do nagrody Złotego Globu i Saturna.
Wystąpił w teledyskach do piosenek: „We Belong Together” (2005) i „It's Like That” (2005) Marii Carey. Wystąpił również w reklamie auta marki Chevrolet Cruze.
W 2013, pod nazwiskiem Ted Foulke, debiutował jako scenarzysta. Na podstawie scenariusza jego autorstwa thriller Stoker wyreżyserował Park Chan-wook.

## Życie prywatne

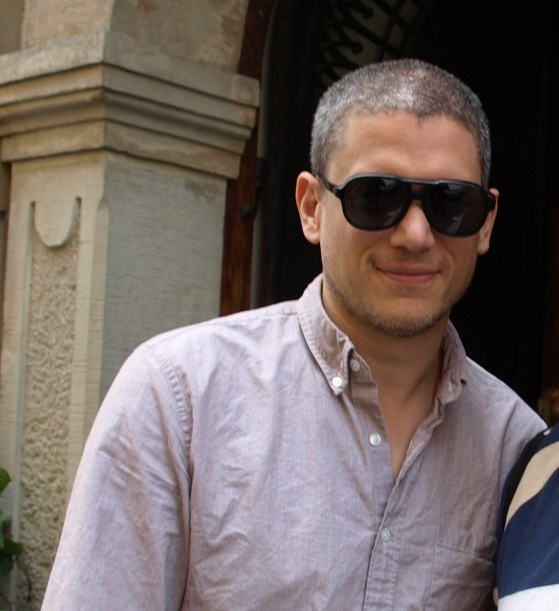
Zdjęcie Miller'a w czasie wolnym.

Od dzieciństwa zmagał się z depresją i problemem akceptacji własnej orientacji seksualnej. 21 sierpnia 2013 publicznie oświadczył, że jest gejem.
Odmówił zostania gościem honorowym Międzynarodowego Festiwalu Filmowego w Petersburgu ze względu na antygejowskie przepisy wprowadzone w Rosji przez rząd Władimira Putina:

Jako osoba, która w przeszłości z radością odwiedzała Rosję, jak również posiadająca częściowo rosyjskie korzenie, chciałbym przyjąć [Pani zaproszenie]. Jednak jako gej muszę odmówić. Jestem głęboko zaniepokojony postawą rosyjskiego rządu wobec homoseksualnych kobiet i mężczyzn. Sytuacja taka jest nie do zaakceptowania, nie mogę więc z czystym sumieniem uczestniczyć w wydarzeniu organizowanym w kraju, w którym ludziom takim jak ja systematycznie odmawia się podstawowych praw do otwartego okazywania miłości.

## Filmografia

### Filmy fabularne
- 2001: Room 302 jako pracownik obsługi #1
- 2003: Piętno (The Human Stain) jako młody Coleman Silk; Underworld jako dr Adam Lockwood
- 2005: The Confession jako więzień/Tom; Niewidzialny (Stealth) jako EDI (głos)
- 2009: Prison Break: The Final Break jako Michael Scofield
- 2010: Resident Evil: Afterlife jako Chris Redfield
- 2012: The Mourning Portrait jako fotograf
- 2012: Resident Evil: Retrybucja jako Chris Redfield
- 2014: The Loft jako Luke Seacord
- 2016: Resident Evil: The Final Chapter jako Chris Redfield

### Seriale TV
- 1998: Buffy: Postrach wampirów (Buffy the Vampire Slayer) jako Gage Petronzi
- 1999: Czas na Twoje życie (Time of Your Life) jako Nelson
- 2000: Asy z klasy (Popular) jako Adam Rotchild Ryan; Ostry dyżur (ER) jako Mike Palmieri
- 2002: Dinotopia jako David Scott
- 2005: Joan z Arkadii (Joan of Arcadia) jako Ryan Hunter; Zaklinacz dusz (Ghost Whisperer) jako sierżant Paul Adams
- 2005–2009, 2017: Skazany na śmierć (Prison Break) jako Michael Scofield
- 2009: Głowa rodziny (Family Guy) jako Jock/dziecko (głos); Prawo i porządek: sekcja specjalna (Law and Order: Special Victims Unit) jako Nate Kendall
- 2011: Dr House (House) jako Benjamin Byrd
- 2013: Young Justice: Invasion jako Deathstroke
- 2014-2018: Flash jako Leonard Snart/kapitan Cold
- 2016-2018: DC’s Legends of Tomorrow jako Leonard Snart/kapitan Cold

### Scenarzysta
- 2013: Stoker